# Jonas Gahr Støre
Jonas Gahr Støre (pronúncia norueguesa: [ˈjùːnɑs gɑ‿ˈʂtø̂ːrə]; nascido em 25 de agosto de 1960) é um político norueguês que atualmente serve como Primeiro-ministro da Noruega. Líder do Partido Trabalhista desde 2014, foi também Líder da Oposição e serviu no governo de Jens Stoltenberg como Ministro de Relações Exteriores de 2005 a 2012 e como Ministro da Saúde de 2012 a 2013. Ele tem sido um membro do Parlamento, representando Oslo, desde 2009.
Støre nasceu e foi criado na capital norueguesa de Oslo, numa família abastada. Ele estudou ciências políticas no Instituto de Estudos Políticos de Paris de 1981 a 1985. Originalmente associado ao Partido Conservador, ele foi um funcionário público de carreira de alto escalão no Gabinete do Primeiro-Ministro de 1989 a 1997, servindo sob Jan Syse, Gro Harlem Brundtland e Thorbjørn Jagland. Støre acabou se tornando um protegido de Brundtland na década de 90 e a orientação dela o inspirou a se tornar um membro do Partido Trabalhista em 1995. Já em 1998 ele seguiu Brundtland para trabalhar na Organização Mundial da Saúde servindo como chefe de gabinete dela. Støre foi depois secretário de estado e chefe de gabinete do Primeiro-ministro Jens Stoltenberg; o governo de Stoltenberg foi inspirado pelo movimento centrista britânico conhecido como New Labour e supervisionou a política de privatização mais difundida na história da Noruega. Ele mais tarde serviu como secretário-geral da Cruz Vermelha Norueguesa de 2003 a 2005. Assim como seus mentores políticos, Gro Harlem Brundtland e Jens Stoltenberg, Støre é associado a ala mais conservadora do Partido Trabalhista. Quando ele se juntou ao gabinete de governo em 2005 ele foi percebido como parte de um grupo de "Executivos da Ponta Oeste" [de Oslo] que representou uma mudança para a direita.
Na eleição parlamentar de 2021, Støre liderou os trabalhistas à vitória, apesar do percentual de votos ter sido ligeiramente inferior ao da eleição de 2017. Após a primeira-ministra Erna Solberg conceder a derrota, ele se tornou o favorito claro para tentar formar um novo governo. Ele foi formalmente empossado em outubro de 2021.